# Lieutadès
Lieutadès é uma comuna francesa na região administrativa de Auvérnia-Ródano-Alpes, no departamento de Cantal. Estende-se por uma área de 42 km². Em 2010 a comuna tinha 161 habitantes (densidade: 3,8 hab./km²).